# Hafei Motor

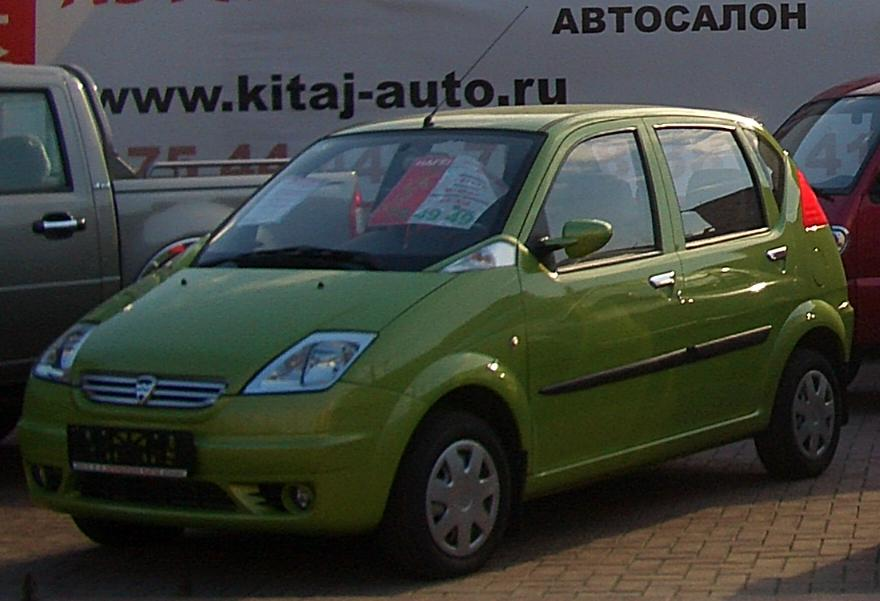
Hafei Lobo

Harbin Hafei Motor Co., Ltd. is een producent van minibussen, lichte vrachtwagens en personenauto's uit Harbin in de Volksrepubliek China.
Het was vanaf 20 september 1994 een onderdeel van Harbin Aircraft Industry Group, dat later zelf een onderdeel van de China Aviation Industry Corporation werd. Deze verkocht Hafei Motor in 2009 aan Chang'an Motors.
Hafei Motor heeft vijfduizend werknemers en produceert ruim 300.000 auto's per jaar.
De lijn bestaat uit zeven modellen in honderd uitvoeringen. De Songhuajiang-minibus is ontworpen door het Italiaanse Pininfarina.

## Modellen
- Hafei Lobo